# 斯基賓河
斯基賓河（烏克蘭語：Скибінь），是烏克蘭西南部的河流，屬於索布河的左支流。該河處於文尼察州的文尼察區，河道全長14公里，流域面積48.7平方公里。